# 赖德兰

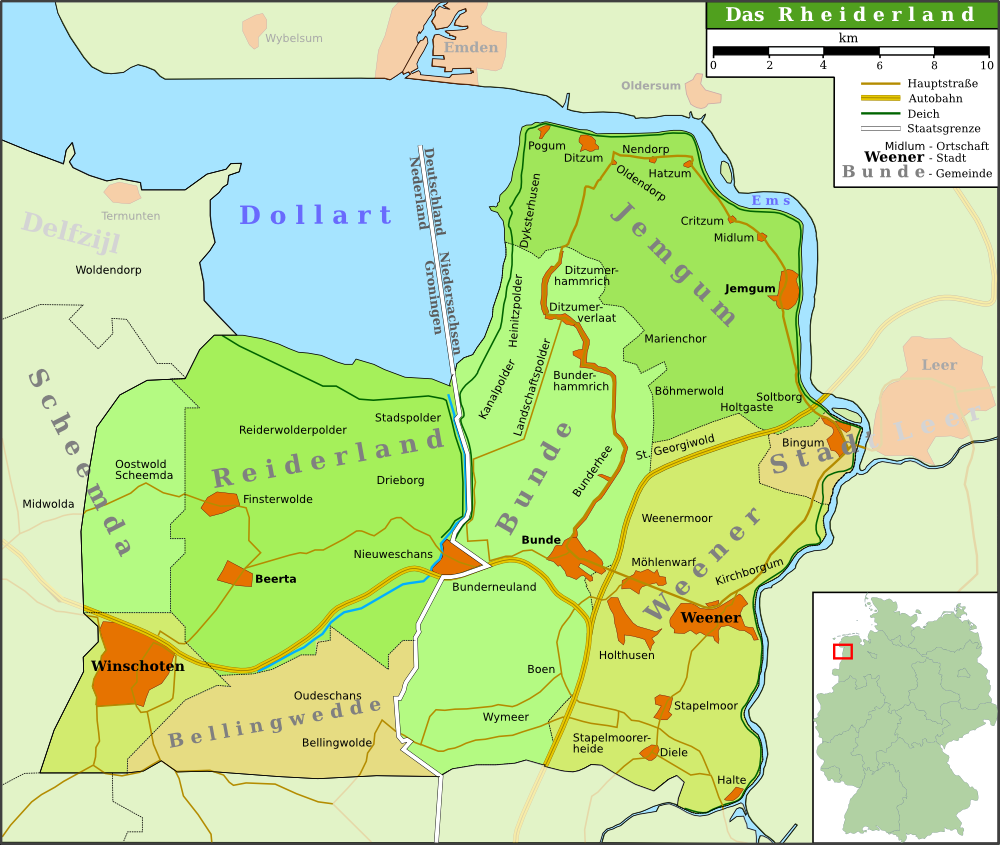
赖德兰地图

赖德兰（德語：Rheiderland，發音：[ˈʁaɪdɐˌlant]，發音：[ˈrɛidərˌlɑnt] ⓘ）是德国和荷兰的地区，位于埃姆斯河和多拉特湾之间。赖德兰的德国部分位于东弗里斯兰，埃姆斯河以西。荷兰部分位于格罗宁根省，其中大部分属于奥尔丹布特地区。